# Большая одалиска
«Большая одалиска» (фр. La grande odalisque) — картина французского художника Жана Энгра.
Энгр написал «Большую одалиску» в Риме для сестры Наполеона Каролины Мюрат в 1814 году. Картина была выставлена в Париже в Салоне в 1819 году.
Энгр черпал вдохновение в таких работах, как «Спящая Венера» Джорджоне и «Венера Урбинская» Тициана, хотя сама поза лежащей фигуры, оглядывающейся назад через плечо, напрямую заимствована из «Портрета мадам Рекамье» 1800 года работы Жака-Луи Давида.
Следуя примеру художников Возрождения, Энгр не колеблясь идеализировал либо утрировал некоторые черты своих моделей, чтобы достичь идеальности либо подчеркнуть выразительность формы. В этом полотне он прибавил одалиске три лишних позвонка, что было немедленно замечено критиками.
Как обычно у Энгра, анатомическое правдоподобие подчинено художественным задачам: правая рука одалиски неправдоподобно длинна, а левая нога вывернута под невозможным с точки зрения анатомии углом. Вместе с тем картина производит впечатление гармонии: создаваемый левым коленом острый угол необходим художнику, чтобы уравновесить построенную на треугольниках композицию.
Восточная атрибутика на картине (курительные принадлежности, веер, головной убор) подчёркивает отстранённость модели от зрителя и холодноватое совершенство обнажённого женского тела.
Картина так и не была принята заказчицей. Около 1819 года Энгр продал «Большую одалиску» за 800 франков графу Пурталесу, а в 1899 году она была куплена Лувром. В настоящее время «Большая одалиска» находится в 702-м зале на 1-м этаже галереи Дару в Лувре. Код: R.F. 1158.

## Интересные факты
- Голова одалиски с незначительными изменениями повторяет голову женщины из картины «Рафаэль и Форнарина», написанной Энгром годом ранее по картине Рафаэля, изображающей его возлюбленную Форнарину.
- Поза одалиски послужила основой одной из картин Амедео Модильяни. К теме одалисок вслед за Энгром обращались высоко ценившие его Матисс и Пикассо.

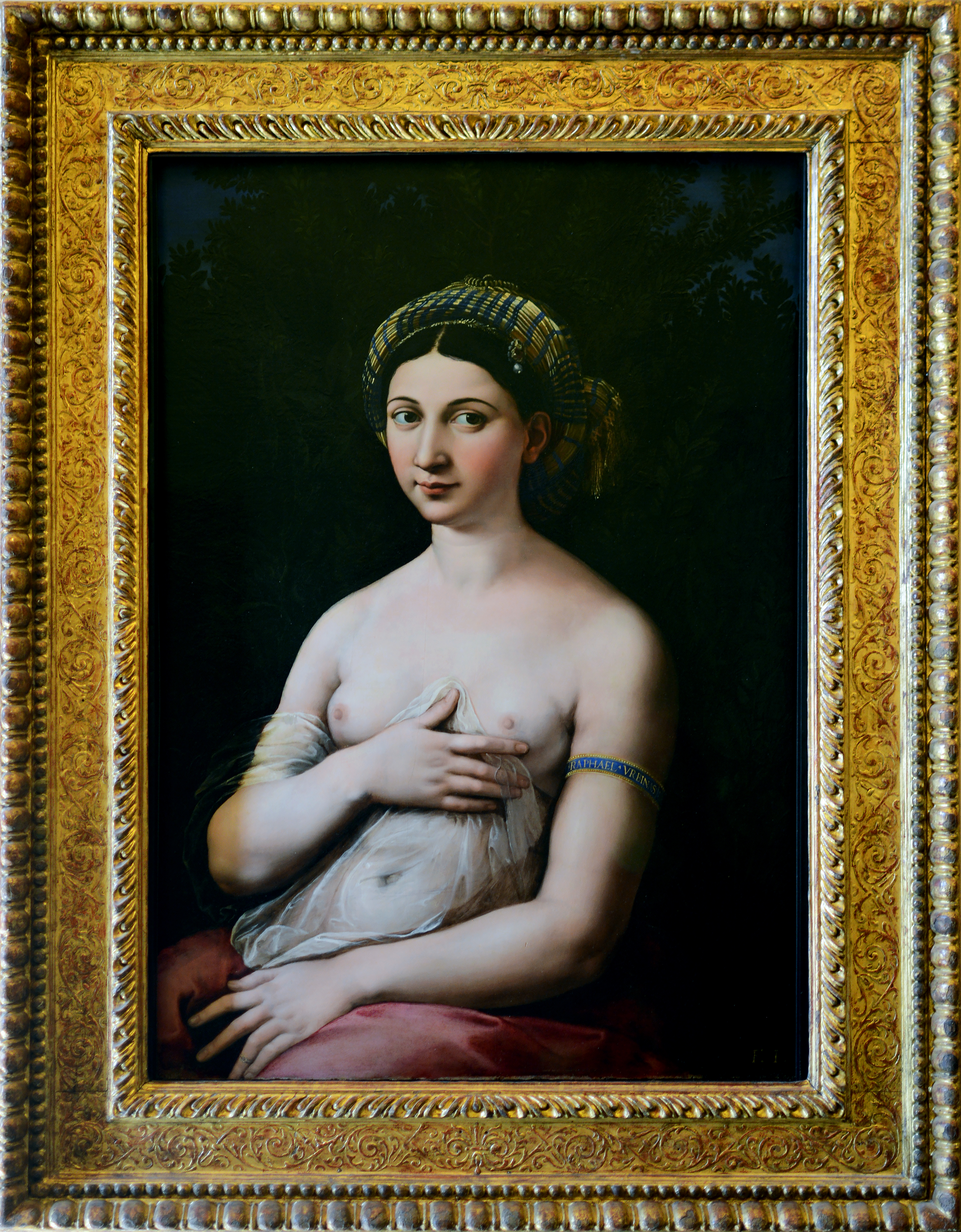
«Форнарина», Рафаэль, 1518-1520
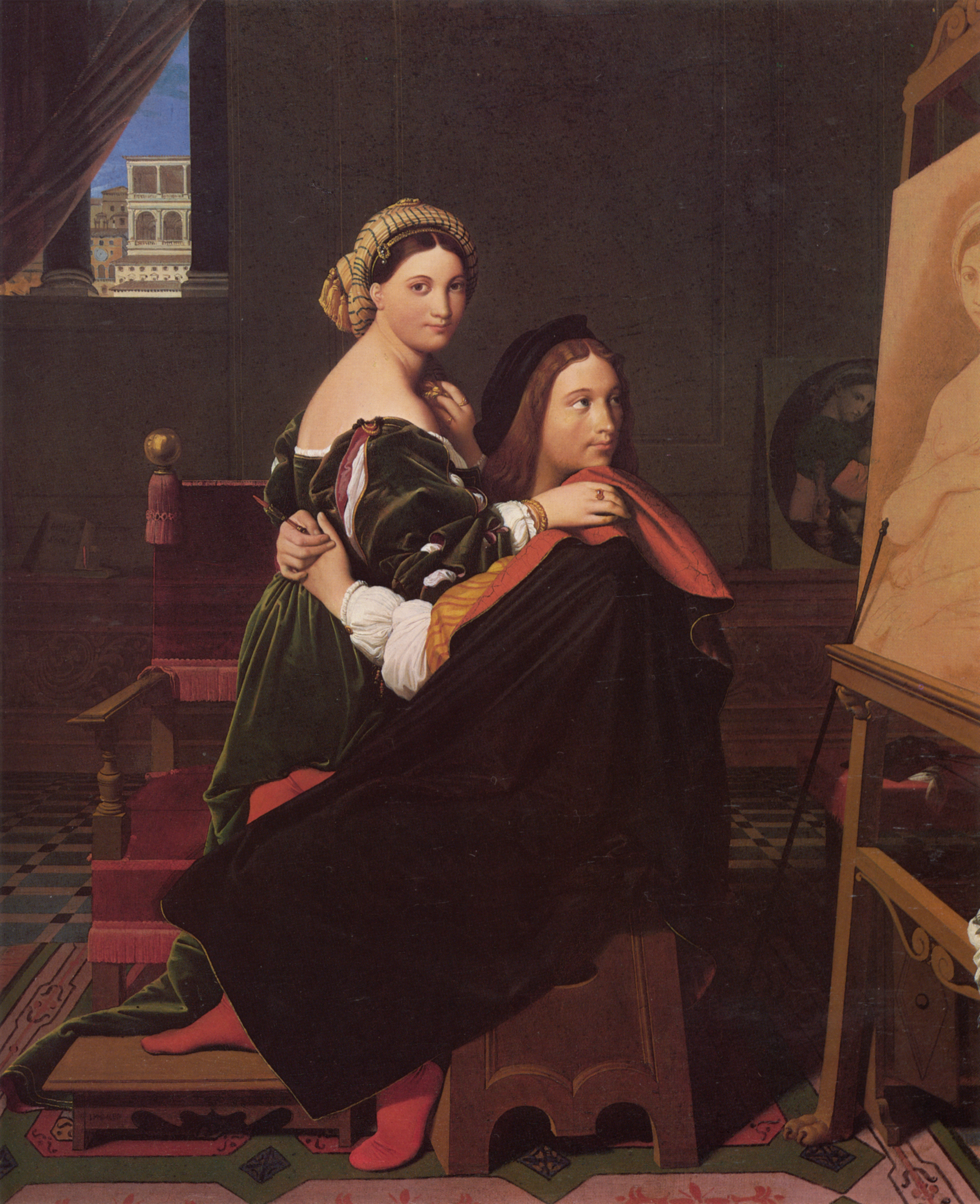
«Рафаэль и Форнарина», Жан Энгр, 1813
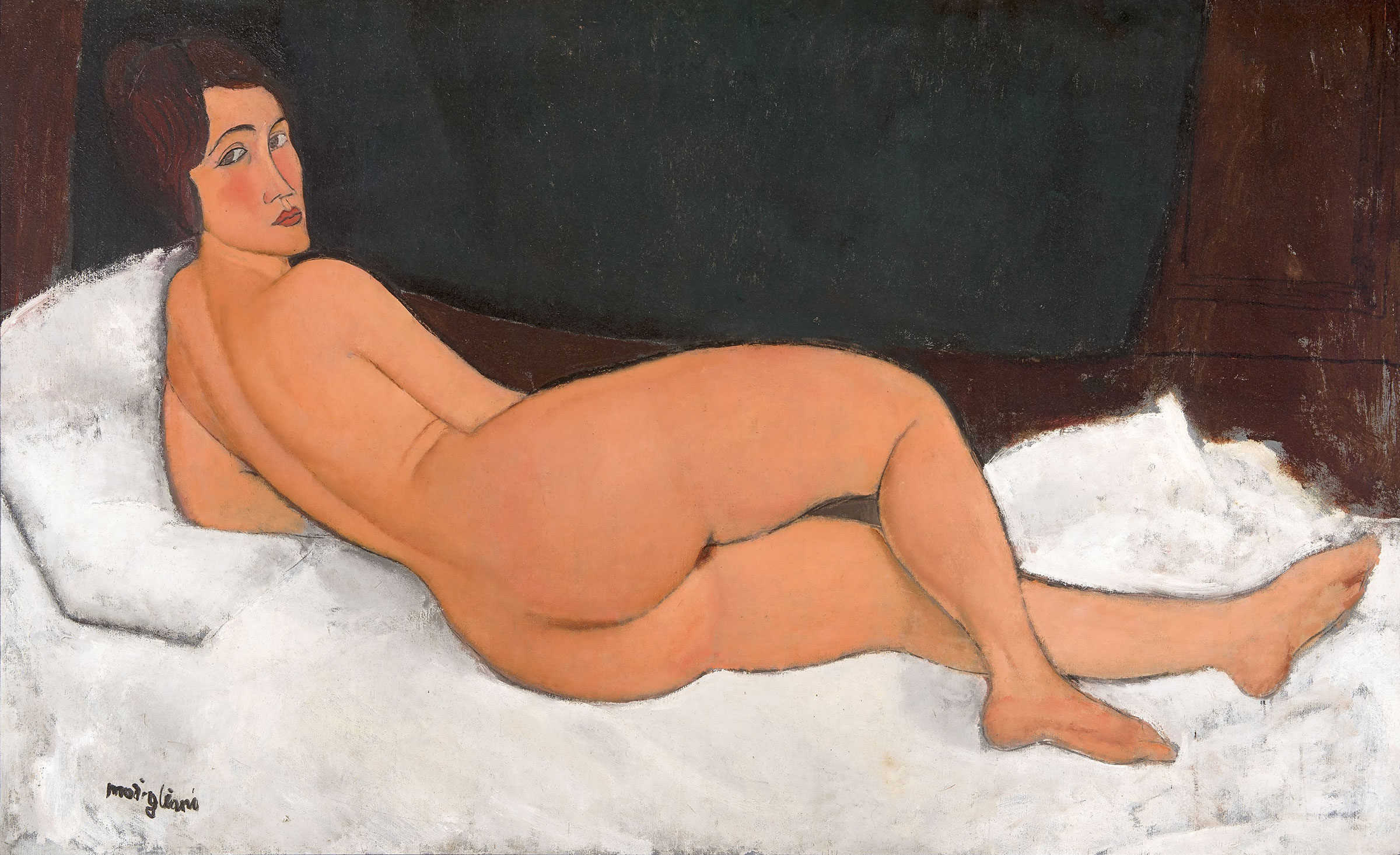
«Лежащая обнажённая», Амедео Модильяни, 1917
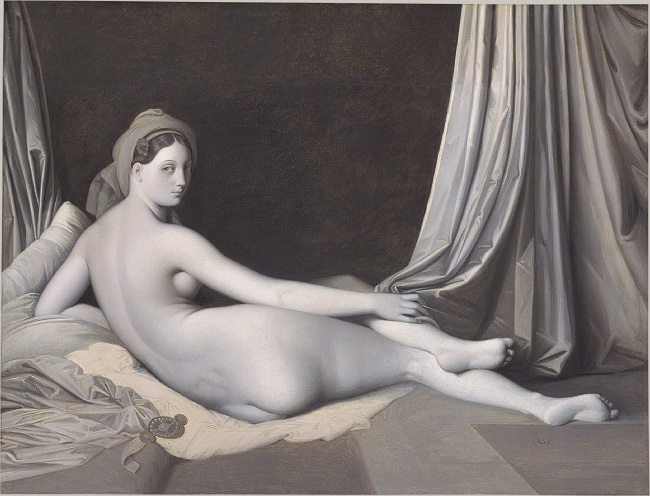
«Одалиска в гризайли», Жан Энгр, 1824-1834